# Frederick Forsyth
Frederick Forsyth (Ashford, Kent, Inglaterra, 25 de agosto de 1938-Jordans, Buckinghamshire, 9 de junio de 2025) fue un escritor y periodista británico. Es conocido por sus novelas de suspense como The Day of the Jackal (El día del Chacal; en la edición española titulada Chacal, 1971), The Odessa File (El expediente Odessa, en España titulada Odessa, 1972), The Dogs of War (Los perros de la guerra, 1974), The Fist of God (El puño de Dios, 1994) e Icon (El manifiesto negro, 1996).

## Biografía
Forsyth estudió en la Tonbridge School y cursó estudios universitarios en la Universidad de Granada, España. A los 19 años de edad se convirtió en uno de los más jóvenes pilotos de la Real Fuerza Aérea, donde sirvió de 1956 a 1958.
Después se convirtió en reportero y pasó tres años y medio trabajando en un pequeño periódico antes de pasar a trabajar para Reuters en 1961. En 1965 se incorporó a la BBC y fue corresponsal diplomático asistente. De julio a septiembre de 1967 cubrió el conflicto de Biafra entre Biafra y Nigeria. Sería en esta época cuando comenzó a espiar para el MI6, colaboración que se mantendría durante veinte años.
En 1968, en medio de acusaciones de que sus reportajes sobre el conflicto de Biafra estaban sesgados a favor de la causa de Biafra y de que parte de sus reportes eran falsos, dejó la BBC. Retornó a Biafra como escritor independiente. En 1969 escribió un libro sobre la guerra de Biafra titulado The Biafra Story (La historia de Biafra).
En 1985, fue presentador y relator de la serie de televisión Soldiers, A History Of Men In Battle (Soldados, una historia de los hombres en batalla) que se emitió para la BBC; programa de 12 capítulos que relataba la historia de los soldados y los conflictos bélicos a lo largo de los siglos.

## Obra
Forsyth decidió escribir una novela usando técnicas de investigación similares a las de investigación periodística. Su primera novela de largo aliento, The Day of the Jackal (El día del Chacal o Chacal), fue publicada en 1970 y se convirtió en un bestseller internacional y se hizo posteriormente una película con el mismo nombre. En esta novela, la Organisation de l'Armée Secrète (O.A.S.) contrata a un asesino para matar a Charles de Gaulle.
Su segunda novela, The Odessa File (Odessa o El expediente Odessa), se publicó en 1972 y trata de un reportero de Hamburgo que intenta encontrar una red de ex nazis en la Alemania moderna. De esta novela también se hizo una película con el mismo nombre, pero con sustanciales adaptaciones. Por ejemplo el Jaguar negro con rayas amarillas descrito en la historia, en sí mismo una ilusión para atrapar la atención del lector, se reemplazó por un Mercedes-Benz.
En 1974 Forsyth escribió The Dogs of War (Los perros de la guerra), en la cual un ejecutivo de la minería contrata a un grupo de mercenarios para derrocar el Gobierno de un país de África para así poder instalar un gobierno títere, que le permitiera un acceso fácil a una importante riqueza mineral. Posteriormente siguió The Devil's Alternative (La alternativa del diablo) en 1979, escenificada en Rusia en un todavía futuro año 1982. En este libro, la Unión Soviética encara una desastrosa cosecha de grano y una insurrección de la guerrilla ucraniana. Al final, un barco noruego hecho en Japón, un avión ruso secuestrado en Berlín Occidental e innumerables gobiernos se encuentran involucrados.
En 1982 publicó No Comebacks, que es una colección de diez cuentos cortos. Algunos de estos cuentos se habían publicado antes. The Fourth Protocol (El cuarto protocolo) fue publicado en 1984. Trata del intento de explosionar una bomba nuclear cerca de una base aérea estadounidense en el Reino Unido. El resultado serían protestas pacifistas demandando el retiro de las bases aéreas americanas.
La décima entrega de Forsyth fue en 1989, cuando escribió The Negotiator (El negociador), en la cual el hijo del presidente estadounidense es secuestrado y la tarea de un hombre es negociar su liberación.
En 1991 se publicó El manipulador, que incluye cuatro relatos separados reseñando la carrera del agente Sam McCready.
En 1994, Forsyth publicó The Fist of God (El puño de Dios). Esta es una novela histórica sobre la primera guerra del Golfo en la que vuelve a mostrar su maestría para mezclar realidad y ficción, como ya hizo en Chacal y Odessa. En 1996, publicó El manifiesto negro (Icon), sobre el auge de los fascistas en la Rusia postsoviética.
En 2001 publicó El veterano, otra colección de relatos cortos.
Su libro Vengador, publicado en septiembre de 2003, trata de un millonario canadiense que contrata a un veterano de Vietnam para traer al asesino de su nieto a los EE. UU.
A mediados de 2006, se edita su libro El Afgano (anteriormente se había editado El fantasma de Manhattan, en la que el escritor cambia su habitual temática de thriller político); Forsyth vuelve a su estilo clásico de narración, que tanto ha cautivado. La novela trata de la red al Qaida, y un plan para infiltrar a un occidental en la organización.
En 2010 se publica Cobra en el cual su protagonista, Paul Devereaux (uno de los personajes de Vengador) recibe una misión de la Presidencia de Estados Unidos: acabar con la industria de la cocaína.
A principios de 2014 se publicó La Lista y el mismo año se estrenó su adaptación cinematográfica dirigida por Rupert Sanders.
Forsyth prefiere evitar la complejidad psicológica para ofrecer una trama meticulosa, basada en investigación detallada de los hechos. Sus libros están repletos de información sobre detalles técnicos de cosas como el lavado de dinero, tráfico de armas y robo de identidad. Sus novelas son como periodismo de investigación en apariencia de ficción. Su visión moral es dura: el mundo está compuesto de depredadores y presas y solamente los fuertes sobreviven. Las novelas que escribió en los años 1970 son a menudo consideradas su mejor obra.

## Obras publicadas

### No ficción
- Génesis de una leyenda africana: la historia de Biafra (The Biafra Story: The Making of an African Legend, 1969). No ficción.

### Novela
- El día del Chacal o Chacal (The Day of the Jackal, 1971). La caza del asesino más buscado en la Francia de De Gaulle.
- Odessa o El expediente Odessa (The Odessa File, 1972). A la caza de un mando de las SS años después del fin de la Segunda Guerra Mundial.
- Los perros de la guerra (The Dogs of War, 1974). Contratación de mercenarios para un cambio de gobierno en un país centroafricano.
- El guía (The Shepherd, 1975). Relato ilustrado.
- La alternativa del diablo (The Devil's Alternative, 1979). Espionaje y deserción en La Unión Soviética mientras ésta sufre una crisis agrícola. Levantamiento nacionalista en Ucrania durante la Guerra Fría. Es una de las novelas de Frederick Forsyth con más personajes de lo usual.
- Emeka (Emeka, 1982). Biografía de Odumegwu Ojukwu.
- El Emperador y otros relatos (No Comebacks, 1982). Libro de 10 relatos: No Comebacks, There are no Snakes in Ireland, The Emperor, There Are Some Days..., Money with Menaces, Used in Evidence, Privilege, Duty, A Careful Man y Sharp Practice.
- El cuarto protocolo (The Fourth Protocol, 1984). Amenaza terrorista en la Inglaterra de la Guerra Fría.
- El negociador (The Negotiator, 1989). Secuestro del hijo del presidente americano.
- El manipulador (The Deceiver, 1991). Cuatro historias del agente Sam McCready.
- Great Flying Stories (Great Flying Stories, 1991). Libro de relatos compilado por el autor, incluye su relato "El guía" (The Shepherd, 1975). Obra no publicada en español.
- El puño de Dios (The Fist of God, 1994). Ambientada en la Primera Guerra del Golfo.
- El manifiesto negro (Icon, 1996).
- El fantasma de Manhattan (The Phantom of Manhattan, 1999). Continuación de El fantasma de la ópera, de Gastón Leroux.
- El veterano (The Veteran, 2001). Libro de 5 relatos: "El veterano" (The Veteran), "Arte puro" (The Art of the Matter), "El milagro" (The Miracle), "El ciudadano" (The Citizen) y "Brisa susurrante" (Whispering Wind).
- Vengador (Avenger, 2003). Caza y extradición de un criminal de guerra serbio por parte de un exmilitar estadounidense.
- El afgano (The Afghan, 2006). Infiltración de un agente británico en Al-Qaida después del 11-S.
- Cobra (The Cobra, 2010). Sobre la venta internacional de cocaína.
- La lista (The Kill List, 2013). La persecución realizada por un agente de la organización secreta del gobierno estadounidense TOSA para matar a un yihadista radical conocido tan solo por su apodo, El Predicador.
- El zorro (The Fox, 2019). La mayoría de las armas hacen lo que les pides.La mayoría de las armas son controlables.¿Y si el arma más peligrosa del mundo no fuera un misil inteligente, un submarino sigiloso o un virus informático? ¿Y si, en realidad, se tratara de un chico de diecisiete años con una mente prodigiosa, capaz de sortear los sistemas de seguridad más sofisticados y de manipular cualquier arma y volverla en contra de los más poderosos?.

### Autobiografía
- El intruso (The Outsider: My Life in Intrigue, 2015), memorias.

## Adaptaciones cinematográficas
- Chacal (The Day of the Jackal, 1973), dirigida por Fred Zinnemann y protagonizada por Edward Fox y Michael Lonsdale.
- Odessa (The Odessa File, 1974), dirigida por Ronald Neame y protagonizada por Jon Voight, Maximilian Schell, Mary Tamm y Derek Jacobi.
- Los perros de la guerra (The Dogs of War, 1980), dirigida por John Irvin y protagonizada por Christopher Walken y Tom Berenger.
- El cuarto protocolo (The Fourth Protocol, 1987), dirigida por John Mackenzie y protagonizada por Michael Caine y Pierce Brosnan.
- El manifiesto negro (Icon, 2005), dirigida por Charles Martin y protagonizada por Patrick Swayze y Annika Peterson.